# Reprezentacja Grecji w piłce ręcznej mężczyzn
Reprezentacja Grecji w piłce ręcznej mężczyzn – narodowy zespół piłkarzy ręcznych Grecji. Reprezentuje swój kraj w rozgrywkach międzynarodowych.

## Turnieje

### Udział wigrzyskach olimpijskich
| Rok  | Wynik | Źródło |
| ---- | ----- | ------ |
| 1936 | –     |        |
| 1972 | –     |        |
| 1976 | –     |        |
| 1980 | –     |        |
| 1984 | –     |        |
| 1988 | –     |        |
| 1992 | –     |        |
| 1996 | –     |        |
| 2000 | –     |        |
| 2004 | 6.    |        |
| 2008 | –     |        |
| 2012 | –     |        |

### Udział wmistrzostwach świata
| Rok  | Wynik | Źródło |
| ---- | ----- | ------ |
| 1938 | –     |        |
| 1954 | –     |        |
| 1958 | –     |        |
| 1961 | –     |        |
| 1964 | –     |        |
| 1967 | –     |        |
| 1970 | –     |        |
| 1974 | –     |        |
| 1978 | –     |        |
| 1982 | –     |        |
| 1986 | –     |        |
| 1990 | –     |        |
| 1993 | –     |        |
| 1995 | –     |        |
| 1997 | –     |        |
| 1999 | –     |        |
| 2001 | –     |        |
| 2003 | –     |        |
| 2005 | 6.    |        |
| 2007 | –     |        |
| 2009 | –     |        |
| 2011 | –     |        |
| 2013 | –     |        |
| 2015 | –     |        |
| 2017 | –     |        |
| 2019 | –     |        |
| 2021 | –     |        |

### Udział wmistrzostwach Europy
| Rok  | Wynik | Źródło |
| ---- | ----- | ------ |
| 1994 | –     |        |
| 1996 | –     |        |
| 1998 | –     |        |
| 2000 | –     |        |
| 2002 | –     |        |
| 2004 | –     |        |
| 2006 | –     |        |
| 2008 | –     |        |
| 2010 | –     |        |
| 2012 | –     |        |
| 2014 | –     |        |
| 2016 | –     |        |
| 2018 | –     |        |
| 2020 | –     |        |
| 2022 | –     |        |